# Marmalade (film)
A Marmalade 2024-ben bemutatott brit romantikus bűnügyi film, amelyet Keir O’Donnell írt és rendezett. A főbb szerepekben Joe Keery, Camila Morrone és Aldis Hodge látható.
Az Egyesült Királyság 2024. február 9-én mutatták be a mozikban. Magyarországon az HBO Maxon jelent meg 2024. december 12-én.

## Cselekmény
Egy kisvárosban Baron egy egyszerű gondolkodású, de jószívű fiatalember, aki börtönbe kerül. Cellájában Otis, a tapasztalt szökésművész tartózkodik, aki kezdetben vonakodik segíteni Baronnak a szökésben, de meggondolja magát, miután Baron 250 ezer dollárt ajánl fel a sikeres szabadulásért. Amikor a pénzről kérdezik, Baron elmeséli élete történetét, kezdve a halálos beteg édesanyja, Eda iránti ragaszkodásával, aki imádja a Moon Pie snackeket, és azzal, hogy később elvesztette állását a helyi postahivatalban, mert nem volt hajlandó levágatni a haját.
Baron élete fordulóponthoz érkezik, amikor találkozik Marmalade-del, egy fiatal nővel, akit a nevelőotthonban töltött traumatikus gyermekkora kísért. Kapcsolatuk egyre mélyül, közös sebezhetőségeik és egy kétségbeesett terv kötik össze őket: egy bankrablással próbálják biztosítani a jövőjüket, mivel sürgősen pénzre van szükségük Eda gyógyszereinek megvásárlásához. A terv azonban kisiklik, amikor Marmalade hirtelen elhatározásból egyedül próbálja meg végrehajtani a rablást, ami tragikus események láncolatát indítja el, végül Eda rejtélyes körülmények között bekövetkező halálához vezetve.
Miközben Baron megnyílik, Otis felfedi saját fájdalmas múltját beteg édesanyjával Jamaicában, ami váratlan kapcsolatot teremt kettejük között. Barátságukat egy börtönlázadás szakítja meg, amelynek során kiderül, hogy Otis valójában beépített FBI-ügynök, akinek célpontja Marmalade, az ismert bankrabló. Otis egy színlelt szökési tervet javasol, hogy csapdába csalják Marmalade-et, és az FBI vonakodva beleegyezik az ötletbe.
Története folytatásában Baron elmeséli, hogyan folytatódott a rablási terv Marmalade állítólagos terhessége miatt. A bankrablás váratlanul sikeresnek bizonyul, ám ez újabb meglepő felfedezésekhez vezet. Amikor Baron kitakarítja a menekülőautót, megtalálja benne édesanyja gyógyszereit, ami fájdalmas felismeréshez vezet Marmalade manipulációiról és árulásáról. Ennek következményeként Baron és Marmalade útjai végül elválnak.
Baron egy merész szökéssel kijátssza az FBI-t, ám ezzel még több megtévesztés rétegét fedi fel. Végső átalakulása és a hátrahagyott nyomok sorozata elvezeti Otist egy sokkoló felismeréshez: Baron volt a rablás igazi értelmi szerzője, míg Marmalade csupán az ő bonyolult megtévesztésének része volt. Egy búcsúlevélben, amelyhez egy első osztályú repülőjegyet csatolt Kingstonba, és amelyet egy közeli utazási irodában hagyott Otis számára, Baron elmélkedik arról, milyen fontos gondoskodni azokról, akiket szeretünk.
A film zárójelenetében Baron, immár egy idősotthon gondoskodó orvosaként, gyengéden ápolja édesanyját, Edát.

## Szereplők
| Szerep        | Színész          | Magyar hang          |
| ------------- | ---------------- | -------------------- |
| Baron         | Joe Keery        | Miller Dávid         |
| Marmalade     | Camila Morrone   | Mikecz Estilla       |
| Otis Huxley   | Aldis Hodge      | Csík Csaba Krisztián |
| Cambio rendőr | Hans Christopher | Bozsó Péter          |
| Gray nyomozó  | Ozioma Akagha    | Böhm Anita           |
| Eda mama      | Amy Warner       | Dóka Andrea          |

### Magyar változat
- Magyar szöveg: Egressy G. Tamás
- Felvevő hangmérnök: Soltész Márton
- Keverő hangmérnök és vágó: Kiss Pál
- Gyártásvezető: Farkas Márta
- Szinkronrendező: Nikodém Gerda
- Produkciós vezető: Fodor Eszter

A szinkront a MAHIR Szinkron Kft. készítette el.

## A film készítése
A filmet a Signature Entertainment és a Tea Shop Productions közösen készítette, a Signature részéről Sarah Gabriel és Marc Goldberg, a Tea Shop részéről pedig James Harris és Mark Lane voltak a producerek. Polly Morgan operatőrként vett részt a projektben.
Joe Keery, Camila Morrone és Aldis Hodge 2022 júliusában  mutatkozott be a szereposztásban.
A forgatás 2022 júliusában fejeződött be Minnesotában.